# Oleh Protasov
Oleh Valerijovyč Protasov (in ucraino Олег Валерійович Протасов?, in russo Олег Валерьевич Протасов?, Oleg Valer'evič Protasov; Dnipropetrovs'k, 4 febbraio 1964) è un dirigente sportivo, allenatore di calcio ed ex calciatore ucraino, fino al 1991 sovietico, di ruolo attaccante.
Dopo essersi formato nelle giovanili del Dnepr, Protasov esordisce in squadra nel 1982. L'anno seguente è già titolare e nel 1985 si fa notare a livello nazionale vincendo la classifica marcatori con 35 gol, più del doppio rispetto al secondo marcatore, in una stagione che termina con 41 gol in 40 partite, giocando e segnando anche in Coppa UEFA. Dopo aver vinto il campionato del 1983, una Coppa delle federazioni sovietiche (1986), un altro titolo di miglior marcatore sovietico (1987) e fatto notevole esperienza internazionale, nel gennaio 1988 si trasferisce alla Dinamo Kiev di Lobanovski. Resta a Kiev fino al 1990, contribuendo alla conquista del double campionato-coppa nazionale nel 1990 con 12 reti in 16 partite di campionato e 2 gol in coppa, vincendo il suo terzo e ultimo titolo di capocannoniere. A fine stagione, non senza difficoltà, riesce a lasciare l'Unione Sovietica per accasarsi all'Olympiakos Pireo: in quattro stagioni, sigla una cinquantina di reti, vincendo una Coppa e una Supercoppa greca. Nel 1994 tenta l'avventura asiatica nel Gamba Osaka (Giappone, 1994-1995) prima di ritornare in Grecia nel 1996, terminando la sua ventennale carriera nel 2000.

## Biografia
Diplomato in educazione fisica, è appassionato di libri di storia e di letteratura. Conosce la lingua greca, avendola imparata durante il suo periodo prima da giocatore e poi da allenatore ad Atene.

## Caratteristiche tecniche

### Giocatore

Protasov sfugge all'intervento in scivolata del difensore italiano Franco Baresi nel 1988

Calciatore veloce, dinamico, capace di giocate di fino, forte fisicamente, potente, un ariete adatto al gioco in contropiede. «Cannoniere», attaccante ostico, era un centravanti che preferiva giocare a centrocampo per poi iniziare la ripartenza e andare a finalizzare. Buon rigorista.
Era uno dei migliori interpreti del "calcio laboratorio" (o "laboratorio Lobanovski" o "calcio del duemila") giocato dalla Dinamo Kiev e dalla Nazionale sovietica di Valeri Lobanovski. La Nazionale sovietica era abituata a giocare in contropiede, sfruttando le abilità di Belanov sulla fascia destra, quelle di Protasov a sinistra e la fantasia di Zavarov in mezzo al campo. Assieme a Belanov formava una minacciosa coppia offensiva. Giocava in modo eccelso anche con il compagno di squadra (alla Dinamo Kiev) e di Nazionale Zavarov. Durante la carriera ha giocato anche come esterno offensivo sinistro nel 4-5-1, avanzando per giocare da prima punta durante gli incontri e lasciando la posizione d'esterno al più adatto Belanov.
A 22 anni nominato giovane talento e poi divenuto un «campione», «fuoriclasse», descritto anche come fenomeno ed erede designato di Oleh Blochin.
Era un calciatore dal carattere estroverso.

## Carriera

### Giocatore

#### Club

##### In patria: Dnepr e Dinamo Kiev
Nel 1982 esordisce al Dnepr, giocando appena 4 incontri di campionato e segnando 1 gol, il 30 ottobre, alla trentatreesima giornata a Donetsk contro lo Shakhtar (2-1). Nell'annata seguente, divenuto titolare, Protasov firma 7 gol in 21 giornate di campionato contribuendo in modo essenziale al successo del Dnepr nel torneo sovietico assieme all'attaccante Oleh Taran e al centrocampista Lytovčenko. Protasov realizza una tripletta al Nistru Chisinau (6-0) e una doppietta al Metalist (2-1). In Coppa il Dnepr raggiunge i quarti di finale dopo aver eliminato Lokomotiv Mosca (2-0) e Torpedo Mosca (3-1), cadendo sul campo della CSKA per 2-1. Nel 1984 il club raggiunge la terza posizione: questo è l'anno dell'affermazione nazionale del centravanti, che segna 17 gol in 34 sfide di campionato, arrivando terzo nella classifica marcatori. Segna doppiette contro la Dinamo Minsk (2-0) e Neftçi Baku (0-2), decidendo le sfide contro Paxtakor (1-0) e CSKA Mosca (1-0). Nella prima delle due Coppe stagionali, a causa di una riforma calcistica, marca una doppietta contro Kuzbass Kemerovo (3-2), sfida valida per il secondo turno; nel turno successivo il club esce contro la Dinamo Mosca (1-2). Nella seconda Coppa stagionale, il Dnepr esce ai quarti di finale contro lo Shakhtar Donetsk (2-1), nonostante un gol di Protasov. Il 19 settembre 1984, Protasov esordisce in una competizione UEFA per club, giocando da titolare l'incontro di Coppa Campioni 1984-1985 a Trebisonda contro il Trabzonspor, sfida persa 1-0. L'attaccante gioca sei incontri nel torneo senza andare in gol: il club sovietico supera il Trabzonspor (1-3) e il Levski-Spartak (3-3, regola dei gol fuori casa), arrivando ai quarti di finale, dov'è il Bordeaux (2-2, 5-3 ai rigori) a porre fine al cammino del Dnepr. Nel 1985 Protasov segna un poker di reti al Fakel (6-0), tre triplette contro Torpedo Mosca (3-0), Shakhtar Donetsk (5-4) e Qairat (4-3), sei doppiette contro Žalgiris Vilnius (5-0), Dinamo Mosca (5-0), SKA R/D (2-0), Ararat (2-0), Torpedo Kutaisi (4-3) e Torpedo Mosca (3-3). A fine stagione s'impone come capocannoniere del campionato con 35 gol (21 in più rispetto ai secondi in graduatoria, Klemet'ev e Rodionov) in 33 giornate (alla media di 1,06 reti a partita), consacrandosi come uno dei migliori attaccanti nel panorama calcistico sovietico: nonostante ciò, il Dnepr termina la Vysšaja Liga al terzo posto dietro Dinamo Kiev e Spartak Mosca e con il secondo attacco più prolifico del torneo (71 reti, metà le ha segnate Protasov) alle spalle dello Spartak Mosca con 72 reti fatte. Il 18 settembre 1985 sigla la sua prima rete in una competizione europea andando in gol ad Aue contro il Wismut (1-3), in una partita di Coppa UEFA 1985-1986. Nell'incontro di ritorno in Unione Sovietica, Protasov marca una doppietta. Continua a segnare anche nel turno seguente, mettendo a segno due reti nella partita d'andata contro il PSV (2-2). Agli ottavi i sovietici cedono con un complessivo 3-0 agli jugoslavi dell'Hajduk Spalato. In Coppa il Dnepr esce subito al terzo turno contro il Kolos Nikopol' (2-1), nonostante una rete di Protasov. La stagione 1986 è una delle peggiori del decennio per la società, che termina il campionato in undicesima posizione. Protasov firma 17 gol, segnando due triplette contro Qairat (5-0) e Ararat (3-3), due doppiette contro Dinamo Kiev (2-2) e Torpedo Kutaisi (2-0) e decidendo le sfide contro Dinamo Minsk (1-0) e Chornomorets (1-0). A fine anno è secondo nella classifica marcatori, alle spalle di Borodjuk (21 gol). In Coppa dell'URSS la squadra esce al terzo turno contro il Metalurh Zaporižžja (2-1). Tuttavia, le delusioni in campionato e in coppa si contrappongono al successo per 2-0 nella Kubok Federacii SSSR sullo Zenit Leningrado. In Coppa UEFA il Dnepr è sorteggiato contro il Legia Varsavia: al termine dei due incontri, i polacchi accedono al turno successivo in virtù dell'1-0 ottenuto a Varsavia. Quella del 1987 è l'ultima stagione di Protasov a Dnepr: il centravanti firma tre doppiette contro Zenit (6-1), Žalgiris Vilnius (2-1) e Dinamo Minsk (2-2), decidendo le partite contro Dinamo Mosca (0-1) e Dinamo Kiev (1-0). Dopo una partenza sottotono, il club conquista 19 punti consecutivi prima di arrestarsi alla ventesima giornata: al termine del torneo, il Dnepr è secondo dietro lo Spartak Mosca per 3 punti. Protasov firma 18 marcature, ottenendo per la seconda volta in tre anni il titolo di miglior marcatore del campionato. Nella sua ultima Coppa dell'URSS con la maglia del Dnepr, Protasov firma una doppietta al terzo turno contro l'Uralan (10-0), segnando anche un gol nella sfida di ritorno (3-0). Nel turno seguente il club supera l'Ararat (4-5), prima che Protasov lasciasse la maglia del Dnepr.

Protasov in azione con la maglia della Dinamo Kiev nell'estate 1988, inseguito dal difensore interista Riccardo Ferri nel corso del Memorial Armando Picchi.

A fine stagione Protasov si trasferisce assieme al compagno di squadra Lytovčenko alla Dinamo Kiev. Alla prima giornata affronta la sua ex squadra, il Dnepr, e lo scontro si conclude 0-0. Il 27 marzo 1988 realizza il suo primo gol con la Dinamo Kiev, nell'1-2 in favore dello Spartak Mosca. Durante la stagione segna doppiette contro Torpedo Mosca (3-0) e Dinamo Minsk (1-2), decidendo l'incontro sul Qairat (0-1) e terminando l'anno con 29 presenze e 11 reti. La Dinamo Kiev è al secondo posto in campionato, dietro il Dnepr. In Coppa la squadra si fa escludere agli ottavi di finale, nella prima edizione del torneo con una gara di andata e ritorno, contro il Rotor, sconfitto in casa 3-2 ma vincente a Volgograd per 2-0. Nell'annata seguente Protasov sigla solamente 7 reti: era dal 1983 che l'attaccante non andava in doppia cifra. Il 17 settembre 1989 firma una doppietta contro la Lokomotiv Mosca (1-3). La società di Kiev conclude il campionato sovietico in terza posizione e arriva alle semifinali di Coppa dell'URSS proprio grazie a due reti di Protasov che batte la Torpedo Kutaisi (2-0) e trascina la Dinamo Kiev a giocarsi un posto per la finale contro la Torpedo Mosca: la squadra della capitale vince 2-0 ed elimina la Dinamo dal torneo. Nel 1990, in un campionato ridotto a 24 giornate e 14 squadre, Protasov torna ai livelli di Dnepr: decide la sfida contro l'Ararat (1-0) e marca due doppiette contro Dinamo Minsk (3-0) e Spartak Mosca (3-1). A fine stagione la Dinamo Kiev si laurea per la tredicesima volta campione d'Unione Sovietica mentre Protasov può festeggiare il suo terzo titolo di capocannoniere sovietico, al pari con Valerij Šmarov a 12 gol. In Coppa dell'URSS la Dinamo Kiev sconfigge il Qairat al terzo turno con un complessivo 1-4 (Protasov segna una rete), agli ottavi supera la Dinamo Tbilisi (1-0), Metalist (0-1, gol di Protasov), CSKA Mosca (2-4) e in finale la Dinamo Kiev sconfigge anche la Lokomotiv Mosca per 1-6 aggiudicandosi il torneo. Nel suo ultimo anno a Kiev disputa la Coppa UEFA 1989-1990: dopo aver eliminato MTK (6-1) e Baník Ostrava (4-1), i sovietici sono estromessi dalla Fiorentina (1-0).
Nel 1989 è uno dei calciatori più rappresentativi della Dinamo Kiev, assieme a Belanov e Zavarov. A Kiev e in Nazionale, il Colonnello Lobanovski fa allenare i calciatori due/tre volte al giorno. Già dall'anno seguente diviene uno dei simboli del calcio sovietico.

##### Olympiakos, Giappone e il ritorno in Grecia
Durante il corso della carriera il destino di Protasov è spesso associato a Juventus, Inter, Fiorentina e Roma: quest'ultima squadra aveva già dei contratti pronti per Protasov e Mikhailichenko nel 1988: al centravanti sovietico erano offerti circa 600 milioni di lire all'anno e alla Dinamo Kiev sarebbero andati più di 8 miliardi di lire ma a causa di problemi finanziari Dino Viola non completò l'accordo.
Nell'agosto del 1990, l'Olympiakos tenta di acquistare Protasov dalla Dinamo Kiev, ma l'affare si complica: all'epoca i calciatori sovietici sotto i 28 anni non potevano trasferirsi dall'Unione Sovietica e il presidente della federazione ucraina Fomynich non gli aveva concesso il visto per lasciare il Paese; nei giorni seguenti il quotidiano sportivo Sovetskij Sport pubblica un'intervista di Protasov nella quale il calciatore ribadisce con fermezza la sua volontà nel giocare in Grecia. Alla fine riesce a trasferirsi all'Olympiakos ma, essendo tesserato tardivamente, il sovietico non può partecipare alle competizioni europee. Assieme a lui, il neo tecnico della squadra greca, Blochin, fa arrivare al Pireo anche i connazionali, Jurij Savičev (dalla Torpedo Mosca) e Lytovčenko, che aveva già seguito Protasov nella sua avventura a Kiev, dopo aver giocato per anni assieme nel club del Dnepr. Nel marzo 1991 la sua esperienza ad Atene è considerata fallimentare, nonostante riesca a siglare 11 gol in 30 incontri di campionato (l'Olympiakos termina secondo alle spalle del Panathīnaïkos), piazzandosi sesto nella classifica marcatori alle spalle di Dīmītrīs Saravakos (23), Krzysztof Warzycha (18), Nikos Anastopoulos (16), Giōrgos Vaïtsīs (15) e Giorgos Skartados (12). In Coppa l'Olympiakos è estromesso al secondo turno dal PAOK: nonostante il 2-0 ad Atene (Protasov segna un gol), nel ritorno a Salonicco il PAOK ribalta il punteggio e vince 3-0. Nella stagione seguente il centravanti ucraino realizza 15 gol, sfiorando il successo nel campionato greco: l'Olympiakos giunge secondo, alle spalle dell'AEK Atene. In Coppa di Grecia, Protasov firma il gol che consente al club del Pireo di superare il Panathinaikos (1-1) grazie alla regola dei gol in trasferta. In seguito l'Olympiakos supera agevolmente l'Atromitos Peristeri (8-2) e arriva in finale, dove nel doppio confronto, il PAOK è sconfitto 3-1. In Coppa delle Coppe UEFA, Protasov gioca 4 incontri, siglando una rete: il 30 settembre 1982 segna lo 0-3 ad Odessa, contro il Chornomorets. Al suo terzo anno in Grecia, l'attaccante va nuovamente in doppia cifra, realizzando 13 reti in 24 giornate. Il club termina il torneo nazionale in terza posizione mentre in Coppa, dopo aver eliminato Pierikos Katerinis (5-2), Olympiakos Volos (3-1), Doxa Drama (3-0) e AEK Atene (3-3, regola dei gol fuori casa), l'Olympiakos perde la finale unica contro il Panathinaikos 1-0. Nella stagione 1993-1994, con l'esonero di Blochin e l'arrivo di Ljupko Petrović, i calciatori sovietici si ritrovano in panchina: Protasov gioca 9 partite, andando in gol in 8 occasioni ma nonostante ciò è schierato solo per mezz'ora in Coppa UEFA, contro il Tenerife (4-1). Mentre Savičev si era già trasferito in Germania nel 1992 e Lytovčenko, in seguito alla partenza di Blochin, era tornato in patria per giocare con un club di terza divisione ucraina, Protasov era rimasto l'unico calciatore dell'ex URSS nel club.
Nel 1994 accetta un'offerta dal Giappone e va a giocare a Osaka. Alla sua prima annata nipponica sigla 11 reti in 27 incontri di campionato e nella seconda stagione mette a segno 13 marcature in 28 giornate, piazzandosi al sesto posto nella classifica capocannonieri. Nel 1996 l'attaccante ucraino ritorna in Grecia, per giocare nel Veria, in prima divisione. Il 16 novembre 1996 Protasov torna al gol nel campionato greco, segnando la rete che decide la sfida contro lo Ionikos (0-1). Alla decima giornata firma una doppietta contro il Paniliakos (2-0) e a fine stagione vanta 30 presenze e 4 gol. In Coppa il club supera il Kavala (5-1) ma è eliminato dall'Apollon Smyrnis (1-2). Nella seconda stagione Protasov si migliora, segnando 7 gol in 32 giornate di campionato. In Coppa di Grecia il Veria esclude il Panetolikos (3-2) prima di farsi estromettere dallo Skoda Xanthi (3-4). A fine stagione si trasferisce al Proodeftiki, rimanendo nella massima divisione greca e segnando 5 gol in 28 partite di Alpha Ethniki. In Coppa la squadra esce al primo turno contro il Larissa (3-0). Termina la carriera nel 2000, tra le file del Panelefsiniakos, club di seconda divisione greca.
Totalizza più di 231 in più di 504 incontri in tutte le competizioni, alla media di 0,46 reti a partita.

#### Nazionale

Protasov (accosciato, primo da destra) con la nazionale sovietica nel febbraio 1988

Ha militato nella Nazionale di calcio dell'Unione Sovietica e in quella ucraina, giocando i Mondiali 1986 e 1990 e l'Europeo 1988.
Protasov nel 1983 è selezionato dall'Under-20 sovietica per giocare il Mondiale di categoria: in questa competizione l'attaccante sigla una rete all'Olanda U-20, realizzando il parziale 1-2 che verrà ribaltando dagli avversari grazie a un gol del giovane Marco van Basten. L'Unione Sovietica, ultima nel girone, è eliminata dal Mondiale U-20.
Esordisce in Nazionale maggiore il 28 marzo 1984 contro la Germania Ovest (2-1). Segna il suo primo gol ufficiale il 2 maggio 1985 contro la Svizzera (4-0), in una sfida valida per il sesto raggruppamento delle qualificazioni UEFA al Mondiale 1986, firmando una doppietta. Segna altri tre gol, permettendo ai sovietici di superare Danimarca (1-0) e Irlanda (2-0), raggiungendo il secondo posto nel girone alla spalle dei danesi e qualificandosi alla fase finale del Mondiale. Nel Mondiale messicano, Protasov gioca solo una mezz'ora contro il Canada (2-0) nella fase a gironi, sostituendo il Pallone d'oro 1975 Blochin. L'URSS raggiunge gli ottavi, dove non basta una tripletta di Belanov a evitare la sconfitta contro il Belgio (3-4).
All'Europeo 1988 Protasov si rende protagonista segnando all'Irlanda (1-1) nella sfida per il gruppo B che l'URSS vince davanti a Paesi Bassi, Irlanda e Inghilterra; in semifinale i sovietici affrontano la seconda classificata del girone A, l'Italia (2-0), che è sconfitta nella ripresa da due reti in rapida successione tra il 60' e il 62' ad opera di Litovchenko prima e di Protasov poi, che finalizza un'azione di contropiede superando l'estremo difensore azzurro Walter Zenga con un mezzo pallonetto. In finale, contro l'Olanda di Ronald Koeman e del trio Frank Rijkaard, Ruud Gullit, Marco van Basten - che diverrà famoso nel Milan dopo il Mondiale -, già battuta 1-0 nella fase a gironi, i sovietici giocano una partita sottotono, perdendo l'incontro 2-0 (reti di Gullit e van Basten) con Protasov che viene perfettamente annullato dal difensore centrale Rijkaard ed è sostituito nella ripresa dall'esterno Viktor Pasul'ko; l'Olanda, guidata da Rinus Michels, vince l'Europeo. Protasov, nonostante due sole reti, diviene vice-capocannoniere del torneo assieme a Rudi Völler e alle spalle di van Basten, che va in gol in cinque occasioni.
Il 9 giugno 1990, durante l'incontro Romania-URSS (2-0), valido per la fase a gironi del gruppo B dei Mondiali di Italia '90, Protasov rimedia una lussazione alla mano sinistra a causa di una caduta, dovendo saltare la sfida seguente contro l'Argentina di Maradona. Recupera per la partita contro il Camerun e nonostante il 4-0 inflitto dai sovietici (Protasov segna il vantaggio iniziale), l'Unione Sovietica termina il girone all'ultimo posto ed è eliminata dal Mondiale. Il 13 novembre 1991 Protasov gioca l'ultimo incontro con la Nazionale sovietica, realizzando una rete nel 0-3 inflitto a Cipro in un incontro valido per le qualificazioni agli Europei 1992.
Totalizza 29 gol in 68 incontri con la Nazionale sovietica tra il 1984 e il 1991, collezionando spesso prestazioni positive e giocando anche una partita con la maglia dell'Ucraina, il 7 settembre 1994, contro la Lituania (0-2).

### Allenatore
Da allenatore ha allenato l'Olympiakos, con cui nella massima serie ha vinto il campionato 2002-2003, e lo Steaua Bucarest e dal 2006 è presidente del Dnipro Dnipropetrovs'k.

## Statistiche

### Presenze e reti nei club
| Stagione            | Squadra            | Campionato         | Campionato | Campionato | Coppe nazionali | Coppe nazionali | Coppe nazionali | Coppe continentali | Coppe continentali | Coppe continentali | Altre coppe | Altre coppe | Altre coppe | Totale | Totale |
| Stagione            | Squadra            | Comp               | Pres       | Reti       | Comp            | Pres            | Reti            | Comp               | Pres               | Reti               | Comp        | Pres        | Reti        | Pres   | Reti   |
| ------------------- | ------------------ | ------------------ | ---------- | ---------- | --------------- | --------------- | --------------- | ------------------ | ------------------ | ------------------ | ----------- | ----------- | ----------- | ------ | ------ |
| 1982                | Dnepr              | VL                 | 4          | 1          | CUS             | -               | -               | -                  | -                  | -                  | -           | -           | -           | 4      | 1      |
| 1983                | Dnepr              | VL                 | 21         | 7          | CUS             | 3               | 0               | -                  | -                  | -                  | -           | -           | -           | 24     | 7      |
| 1984                | Dnepr              | VL                 | 34         | 17         | CUS+CUS         | 2+2             | 2+1             | CC                 | 6                  | 0                  | -           | -           | -           | 44     | 20     |
| 1985                | Dnepr              | VL                 | 33         | 35         | CUS             | 1               | 1               | CU                 | 6                  | 5                  | -           | -           | -           | 40     | 41     |
| 1986                | Dnepr              | VL                 | 23         | 17         | CUS             | 1               | 0               | CU                 | 2                  | 0                  | CFS         | ?           | ?           | 26     | 17     |
| 1987                | Dnepr              | VL                 | 30         | 18         | CUS             | 4               | 3               | -                  | -                  | -                  | -           | -           | -           | 34     | 21     |
| Totale Dnepr        | Totale Dnepr       | Totale Dnepr       | 145        | 95         |                 | 13              | 7               |                    | 14                 | 5                  |             | ?           | ?           | 182+   | 107+   |
| 1988                | Dinamo Kiev        | VL                 | 29         | 11         | CUS             | 0               | 0               | CC                 | 0                  | 0                  | -           | -           | -           | 29     | 11     |
| 1989                | Dinamo Kiev        | VL                 | 26         | 7          | CUS             | 6               | 2               | -                  | -                  | -                  | -           | -           | -           | 32     | 9      |
| 1990                | Dinamo Kiev        | VL                 | 16         | 12         | CUS             | 7               | 2               | CU                 | 3                  | 1                  | -           | -           | -           | 26     | 15     |
| Totale Dinamo Kiev  | Totale Dinamo Kiev | Totale Dinamo Kiev | 71         | 30         |                 | 13              | 4               |                    | 3                  | 1                  |             | -           | -           | 87     | 35     |
| 1990-1991           | Olympiakos         | AE                 | 30         | 11         | CG              | 2               | 1               | CdC                | 0                  | 0                  | -           | -           | -           | 32+    | 12+    |
| 1991-1992           | Olympiakos         | AE                 | 22         | 15         | CG              | 6+              | 1+              | -                  | -                  | -                  | -           | -           | -           | 28+    | 16+    |
| 1992-1993           | Olympiakos         | AE                 | 24         | 13         | CG              | 1+              | 0+              | CdC                | 4                  | 1                  | SG          | 1           | 0           | 30+    | 14+    |
| lug. 1993-gen. 1994 | Olympiakos         | AE                 | 9          | 8          | CG              | -               | -               | CU                 | 1                  | 0                  | -           | -           | -           | 10     | 8      |
| Totale Olympiakos   | Totale Olympiakos  | Totale Olympiakos  | 85         | 47         |                 | 9+              | 2+              |                    | 5                  | 1                  |             | 1           | 0           | 100+   | 50+    |
| gen.-dic. 1994      | Gamba Osaka        | JL                 | 27         | 11         | CdI+CJL         | ?+?             | ?+?             | -                  | -                  | -                  | -           | -           | -           | 27+    | 11+    |
| 1995                | Gamba Osaka        | JL                 | 28         | 13         | CdI             | ?               | ?               | -                  | -                  | -                  | -           | -           | -           | 28+    | 13+    |
| Totale Gamba Osaka  | Totale Gamba Osaka | Totale Gamba Osaka | 56         | 24         |                 | ?               | ?               |                    | -                  | -                  |             | -           | -           | 56+    | 24+    |
| 1996-1997           | Veria              | AE                 | 30         | 4          | CG              | ?               | ?               | -                  | -                  | -                  | -           | -           | -           | 30+    | 4+     |
| 1997-1998           | Veria              | AE                 | 32         | 7          | CG              | ?               | ?               | -                  | -                  | -                  | -           | -           | -           | 32     | 7      |
| Totale Veria        | Totale Veria       | Totale Veria       | 62         | 11         |                 | ?               | ?               |                    | -                  | -                  |             | -           | -           | 62     | 11     |
| 1998-1999           | Proodeftiki        | AE                 | 28         | 5          | CG              | ?               | ?               | -                  | -                  | -                  | -           | -           | -           | 28     | 5      |
| 1999-2000           | Panelefsiniakos    | BE                 | 2          | 0          | -               | -               | -               | -                  | -                  | -                  | -           | -           | -           | 2      | 0      |
| Totale carriera     | Totale carriera    | Totale carriera    | 449        | 212        |                 | 35+             | 13+             |                    | 22                 | 9                  |             | 1+          | 0+          | 507+   | 232+   |

### Cronologia presenze e reti in nazionale

#### Unione Sovietica
| Cronologia completa delle presenze e delle reti in nazionale ― Unione Sovietica | Cronologia completa delle presenze e delle reti in nazionale ― Unione Sovietica | Cronologia completa delle presenze e delle reti in nazionale ― Unione Sovietica | Cronologia completa delle presenze e delle reti in nazionale ― Unione Sovietica | Cronologia completa delle presenze e delle reti in nazionale ― Unione Sovietica | Cronologia completa delle presenze e delle reti in nazionale ― Unione Sovietica | Cronologia completa delle presenze e delle reti in nazionale ― Unione Sovietica | Cronologia completa delle presenze e delle reti in nazionale ― Unione Sovietica |
| Data                                                                            | Città                                                                           | In casa                                                                         | Risultato                                                                       | Ospiti                                                                          | Competizione                                                                    | Reti                                                                            | Note                                                                            |
| ------------------------------------------------------------------------------- | ------------------------------------------------------------------------------- | ------------------------------------------------------------------------------- | ------------------------------------------------------------------------------- | ------------------------------------------------------------------------------- | ------------------------------------------------------------------------------- | ------------------------------------------------------------------------------- | ------------------------------------------------------------------------------- |
| 28-3-1984                                                                       | Hannover                                                                        | Germania Ovest                                                                  | 2 – 1                                                                           | Unione Sovietica                                                                | Amichevole                                                                      | -                                                                               | 63’                                                                             |
| 15-5-1984                                                                       | Kouvola                                                                         | Finlandia                                                                       | 1 – 3                                                                           | Unione Sovietica                                                                | Amichevole                                                                      | 1                                                                               | 50’                                                                             |
| 2-6-1984                                                                        | Londra                                                                          | Inghilterra                                                                     | 0 – 2                                                                           | Unione Sovietica                                                                | Amichevole                                                                      | 1                                                                               | 87’                                                                             |
| 19-8-1984                                                                       | San Pietroburgo                                                                 | Unione Sovietica                                                                | 3 – 0                                                                           | Messico                                                                         | Amichevole                                                                      | -                                                                               | 79’                                                                             |
| 10-10-1984                                                                      | Oslo                                                                            | Norvegia                                                                        | 1 – 1                                                                           | Unione Sovietica                                                                | Qual. Mondiali 1986                                                             | -                                                                               |                                                                                 |
| 21-1-1985                                                                       | Kochi                                                                           | Cina                                                                            | 2 – 3                                                                           | Unione Sovietica                                                                | Amichevole                                                                      | -                                                                               |                                                                                 |
| 28-1-1985                                                                       | Kochi                                                                           | Iran                                                                            | 0 – 2                                                                           | Unione Sovietica                                                                | Amichevole                                                                      | 1                                                                               | 80’                                                                             |
| 2-2-1985                                                                        | Kochi                                                                           | Marocco                                                                         | 0 – 1                                                                           | Unione Sovietica                                                                | Amichevole                                                                      | -                                                                               |                                                                                 |
| 27-3-1985                                                                       | Tbilisi                                                                         | Unione Sovietica                                                                | 2 – 0                                                                           | Austria                                                                         | Amichevole                                                                      | 1                                                                               |                                                                                 |
| 17-4-1985                                                                       | Berna                                                                           | Svizzera                                                                        | 2 – 2                                                                           | Unione Sovietica                                                                | Qual. Mondiali 1986                                                             | -                                                                               |                                                                                 |
| 2-5-1985                                                                        | Mosca                                                                           | Unione Sovietica                                                                | 4 – 0                                                                           | Svizzera                                                                        | Qual. Mondiali 1986                                                             | 2                                                                               |                                                                                 |
| 5-6-1985                                                                        | Copenaghen                                                                      | Danimarca                                                                       | 4 – 2                                                                           | Unione Sovietica                                                                | Qual. Mondiali 1986                                                             | 1                                                                               |                                                                                 |
| 7-8-1985                                                                        | Mosca                                                                           | Unione Sovietica                                                                | 2 – 0                                                                           | Romania                                                                         | Amichevole                                                                      | 1                                                                               | 80’                                                                             |
| 28-8-1985                                                                       | Mosca                                                                           | Unione Sovietica                                                                | 1 – 0                                                                           | Germania Ovest                                                                  | Amichevole                                                                      | -                                                                               | 87’                                                                             |
| 25-9-1985                                                                       | Mosca                                                                           | Unione Sovietica                                                                | 1 – 0                                                                           | Danimarca                                                                       | Qual. Mondiali 1986                                                             | 1                                                                               |                                                                                 |
| 16-10-1985                                                                      | Mosca                                                                           | Unione Sovietica                                                                | 2 – 0                                                                           | Irlanda                                                                         | Qual. Mondiali 1986                                                             | 1                                                                               |                                                                                 |
| 30-10-1985                                                                      | Mosca                                                                           | Unione Sovietica                                                                | 1 – 0                                                                           | Norvegia                                                                        | Qual. Mondiali 1986                                                             | -                                                                               | 85’                                                                             |
| 23-4-1986                                                                       | Timisoara                                                                       | Romania                                                                         | 2 – 1                                                                           | Unione Sovietica                                                                | Amichevole                                                                      | -                                                                               |                                                                                 |
| 7-5-1986                                                                        | Mosca                                                                           | Unione Sovietica                                                                | 0 – 0                                                                           | Finlandia                                                                       | Amichevole                                                                      | -                                                                               | 46’                                                                             |
| 9-6-1986                                                                        | Irapuato                                                                        | Canada                                                                          | 0 – 2                                                                           | Unione Sovietica                                                                | Mondiali 1986 - 1º turno                                                        | -                                                                               | 56’                                                                             |
| 18-2-1987                                                                       | Swansea                                                                         | Galles                                                                          | 0 – 0                                                                           | Unione Sovietica                                                                | Amichevole                                                                      | -                                                                               | 75’                                                                             |
| 18-4-1987                                                                       | Tbilisi                                                                         | Unione Sovietica                                                                | 1 – 3                                                                           | Svezia                                                                          | Amichevole                                                                      | -                                                                               | 46’                                                                             |
| 29-4-1987                                                                       | Kiev                                                                            | Unione Sovietica                                                                | 2 – 0                                                                           | Germania Est                                                                    | Qual. Euro 1988                                                                 | -                                                                               | 86’                                                                             |
| 3-6-1987                                                                        | Oslo                                                                            | Norvegia                                                                        | 0 – 1                                                                           | Unione Sovietica                                                                | Qual. Euro 1988                                                                 | -                                                                               | 78’                                                                             |
| 29-8-1987                                                                       | Belgrado                                                                        | Jugoslavia                                                                      | 0 – 1                                                                           | Unione Sovietica                                                                | Amichevole                                                                      | -                                                                               |                                                                                 |
| 9-9-1987                                                                        | Mosca                                                                           | Unione Sovietica                                                                | 1 – 1                                                                           | Francia                                                                         | Qual. Euro 1988                                                                 | -                                                                               |                                                                                 |
| 23-9-1987                                                                       | Mosca                                                                           | Unione Sovietica                                                                | 3 – 0                                                                           | Grecia                                                                          | Amichevole                                                                      | 1                                                                               |                                                                                 |
| 10-10-1987                                                                      | Berlino Est                                                                     | Germania Est                                                                    | 1 – 1                                                                           | Unione Sovietica                                                                | Qual. Euro 1988                                                                 | -                                                                               |                                                                                 |
| 28-10-1987                                                                      | Sinferopoli                                                                     | Unione Sovietica                                                                | 2 – 0                                                                           | Islanda                                                                         | Amichevole                                                                      | 1                                                                               |                                                                                 |
| 20-2-1988                                                                       | Bari                                                                            | Italia                                                                          | 4 – 1                                                                           | Unione Sovietica                                                                | Amichevole                                                                      | -                                                                               | 46’                                                                             |
| 23-3-1988                                                                       | Amarousio                                                                       | Grecia                                                                          | 0 – 4                                                                           | Unione Sovietica                                                                | Amichevole                                                                      | 3                                                                               |                                                                                 |
| 31-3-1988                                                                       | Berlino Ovest                                                                   | Argentina                                                                       | 2 – 4                                                                           | Unione Sovietica                                                                | Amichevole                                                                      | 2                                                                               |                                                                                 |
| 2-4-1988                                                                        | Berlino Ovest                                                                   | Svezia                                                                          | 2 – 0                                                                           | Unione Sovietica                                                                | Amichevole                                                                      | -                                                                               |                                                                                 |
| 27-4-1988                                                                       | Trnava                                                                          | Cecoslovacchia                                                                  | 1 – 1                                                                           | Unione Sovietica                                                                | Amichevole                                                                      | 1                                                                               |                                                                                 |
| 1-6-1988                                                                        | Mosca                                                                           | Unione Sovietica                                                                | 2 – 1                                                                           | Polonia                                                                         | Amichevole                                                                      | 1                                                                               |                                                                                 |
| 12-6-1988                                                                       | Colonia                                                                         | Unione Sovietica                                                                | 1 – 0                                                                           | Paesi Bassi                                                                     | Euro 1988 - 1º turno                                                            | -                                                                               |                                                                                 |
| 15-6-1988                                                                       | Hannover                                                                        | Irlanda                                                                         | 1 – 1                                                                           | Unione Sovietica                                                                | Euro 1988 - 1º turno                                                            | 1                                                                               |                                                                                 |
| 18-6-1988                                                                       | Francoforte sul Meno                                                            | Inghilterra                                                                     | 1 – 3                                                                           | Unione Sovietica                                                                | Euro 1988 - 1º turno                                                            | -                                                                               | 42’                                                                             |
| 22-6-1988                                                                       | Stoccarda                                                                       | Unione Sovietica                                                                | 2 – 0                                                                           | Italia                                                                          | Euro 1988 - Semifinale                                                          | 1                                                                               |                                                                                 |
| 25-6-1988                                                                       | Monaco di Baviera                                                               | Paesi Bassi                                                                     | 2 – 0                                                                           | Unione Sovietica                                                                | Euro 1988 - Finale                                                              | -                                                                               | 71’                                                                             |
| 17-8-1988                                                                       | Turku                                                                           | Finlandia                                                                       | 0 – 0                                                                           | Unione Sovietica                                                                | Amichevole                                                                      | -                                                                               | 55’                                                                             |
| 31-8-1988                                                                       | Reykjavík                                                                       | Islanda                                                                         | 1 – 1                                                                           | Unione Sovietica                                                                | Qual. Mondiali 1990                                                             | -                                                                               |                                                                                 |
| 21-9-1988                                                                       | Düsseldorf                                                                      | Germania Ovest                                                                  | 1 – 0                                                                           | Unione Sovietica                                                                | Amichevole                                                                      | -                                                                               |                                                                                 |
| 19-10-1988                                                                      | Kiev                                                                            | Unione Sovietica                                                                | 2 – 0                                                                           | Austria                                                                         | Qual. Mondiali 1990                                                             | -                                                                               | 82’                                                                             |
| 21-11-1988                                                                      | Damasco                                                                         | Siria                                                                           | 0 – 2                                                                           | Unione Sovietica                                                                | Amichevole                                                                      | -                                                                               | 70’                                                                             |
| 23-11-1988                                                                      | Al Kuwait                                                                       | Kuwait                                                                          | 0 – 1                                                                           | Unione Sovietica                                                                | Amichevole                                                                      | -                                                                               | 61’                                                                             |
| 27-11-1988                                                                      | Al Kuwait                                                                       | Kuwait                                                                          | 0 – 2                                                                           | Unione Sovietica                                                                | Amichevole                                                                      | 1                                                                               |                                                                                 |
| 21-2-1989                                                                       | Sofia                                                                           | Bulgaria                                                                        | 1 – 2                                                                           | Unione Sovietica                                                                | Amichevole                                                                      | -                                                                               |                                                                                 |
| 22-3-1989                                                                       | Eindhoven                                                                       | Paesi Bassi                                                                     | 2 – 0                                                                           | Unione Sovietica                                                                | Qual. Mondiali 1990                                                             | -                                                                               |                                                                                 |
| 26-4-1989                                                                       | Kiev                                                                            | Unione Sovietica                                                                | 3 – 0                                                                           | Germania Est                                                                    | Qual. Mondiali 1990                                                             | 1                                                                               |                                                                                 |
| 10-5-1989                                                                       | Istanbul                                                                        | Turchia                                                                         | 0 – 1                                                                           | Unione Sovietica                                                                | Qual. Mondiali 1990                                                             | -                                                                               | 88’                                                                             |
| 31-5-1989                                                                       | Mosca                                                                           | Unione Sovietica                                                                | 1 – 1                                                                           | Islanda                                                                         | Qual. Mondiali 1990                                                             | -                                                                               | 83’                                                                             |
| 6-9-1989                                                                        | Vienna                                                                          | Austria                                                                         | 0 – 0                                                                           | Unione Sovietica                                                                | Qual. Mondiali 1990                                                             | -                                                                               |                                                                                 |
| 8-10-1989                                                                       | Karl-Marx-Stadt                                                                 | Germania Est                                                                    | 2 – 1                                                                           | Unione Sovietica                                                                | Qual. Mondiali 1990                                                             | -                                                                               |                                                                                 |
| 15-11-1989                                                                      | Sinferopoli                                                                     | Unione Sovietica                                                                | 2 – 0                                                                           | Turchia                                                                         | Qual. Mondiali 1990                                                             | 2                                                                               |                                                                                 |
| 20-2-1990                                                                       | Los Angeles                                                                     | Colombia                                                                        | 0 – 0 dts (4 – 2 dtr)                                                           | Unione Sovietica                                                                | Amichevole                                                                      | -                                                                               |                                                                                 |
| 22-2-1990                                                                       | Los Angeles                                                                     | Costa Rica                                                                      | 1 – 2                                                                           | Unione Sovietica                                                                | Amichevole                                                                      | -                                                                               |                                                                                 |
| 24-2-1990                                                                       | Palo Alto                                                                       | Stati Uniti                                                                     | 1 – 3                                                                           | Unione Sovietica                                                                | Amichevole                                                                      | 1                                                                               | 46’                                                                             |
| 28-3-1990                                                                       | Kiev                                                                            | Unione Sovietica                                                                | 2 – 1                                                                           | Paesi Bassi                                                                     | Amichevole                                                                      | 1                                                                               | 61’                                                                             |
| 16-5-1990                                                                       | Ramat Gan                                                                       | Israele                                                                         | 3 – 2                                                                           | Unione Sovietica                                                                | Amichevole                                                                      | -                                                                               |                                                                                 |
| 9-6-1990                                                                        | Bari                                                                            | Romania                                                                         | 2 – 0                                                                           | Unione Sovietica                                                                | Mondiali 1990 - 1º turno                                                        | -                                                                               |                                                                                 |
| 13-6-1990                                                                       | Napoli                                                                          | Argentina                                                                       | 2 – 0                                                                           | Unione Sovietica                                                                | Mondiali 1990 - 1º turno                                                        | -                                                                               | 74’                                                                             |
| 18-6-1990                                                                       | Bari                                                                            | Camerun                                                                         | 0 – 4                                                                           | Unione Sovietica                                                                | Mondiali 1990 - 1º turno                                                        | 1                                                                               | 75’                                                                             |
| 29-8-1990                                                                       | Mosca                                                                           | Unione Sovietica                                                                | 1 – 2                                                                           | Romania                                                                         | Amichevole                                                                      | -                                                                               | 46’                                                                             |
| 12-9-1990                                                                       | Mosca                                                                           | Unione Sovietica                                                                | 2 – 0                                                                           | Norvegia                                                                        | Qual. Euro 1992                                                                 | -                                                                               |                                                                                 |
| 3-11-1990                                                                       | Roma                                                                            | Italia                                                                          | 0 – 0                                                                           | Unione Sovietica                                                                | Qual. Euro 1992                                                                 | -                                                                               | 69’                                                                             |
| 12-10-1991                                                                      | Mosca                                                                           | Unione Sovietica                                                                | 0 – 0                                                                           | Italia                                                                          | Qual. Euro 1992                                                                 | -                                                                               | 69’                                                                             |
| 13-11-1991                                                                      | Larnaca                                                                         | Cipro                                                                           | 0 – 3                                                                           | Unione Sovietica                                                                | Qual. Euro 1992                                                                 | 1                                                                               | 70’                                                                             |
| Totale                                                                          |                                                                                 | Presenze                                                                        | 68                                                                              |                                                                                 | Reti (2º posto)                                                                 | 29                                                                              |                                                                                 |

#### Ucraina
| Cronologia completa delle presenze e delle reti in nazionale ― Ucraina | Cronologia completa delle presenze e delle reti in nazionale ― Ucraina | Cronologia completa delle presenze e delle reti in nazionale ― Ucraina | Cronologia completa delle presenze e delle reti in nazionale ― Ucraina | Cronologia completa delle presenze e delle reti in nazionale ― Ucraina | Cronologia completa delle presenze e delle reti in nazionale ― Ucraina | Cronologia completa delle presenze e delle reti in nazionale ― Ucraina | Cronologia completa delle presenze e delle reti in nazionale ― Ucraina |
| Data                                                                   | Città                                                                  | In casa                                                                | Risultato                                                              | Ospiti                                                                 | Competizione                                                           | Reti                                                                   | Note                                                                   |
| ---------------------------------------------------------------------- | ---------------------------------------------------------------------- | ---------------------------------------------------------------------- | ---------------------------------------------------------------------- | ---------------------------------------------------------------------- | ---------------------------------------------------------------------- | ---------------------------------------------------------------------- | ---------------------------------------------------------------------- |
| 7-9-1994                                                               | Kiev                                                                   | Ucraina                                                                | 0 – 2                                                                  | Lituania                                                               | Qual. Euro 1996                                                        | -                                                                      |                                                                        |
| Totale                                                                 |                                                                        | Presenze                                                               | 1                                                                      |                                                                        | Reti                                                                   | 0                                                                      |                                                                        |

## Palmarès

### Giocatore

#### Club
- Vysšaja Liga: 2

Dnepr: 1983
Dinamo Kiev: 1990
- Kubok Federacii SSSR: 1

Dnepr: 1986
- Kubok SSSR: 1

Dinamo Kiev: 1990
- Coppa di Grecia: 1

Olympiakos: 1991-1992
- Supercoppa di Grecia: 1

Olympiakos: 1992

#### Individuale
- Capocannoniere della Vysšaja Liga: 3

1985 (35 gol), 1987 (18 gol), 1990 (12 gol, pari merito con Valerij Šmarov)
- Calciatore sovietico dell'anno: 1

1987

### Allenatore
- Souper Ligka Ellada: 1

Olympiakos: 2002-2003